# Vlag van het Federaal District (Brazilië)

Vlag van het Braziliaanse Federaal District

De vlag van het Braziliaanse Federaal District, het gebied waarin de nationale hoofdstad Brasilia gelegen is, werd voor het eerst officieel gehesen op 7 september 1969.
De vlag werd ontworpen door de Braziliaanse dichter Guilherme de Almeida en bestaat uit een wit veld met in het midden het Kruis van Brasilia in een groen vlak. Dit kruis, met pijlen die in vier richtingen wijzen, symboliseert de erfenis van de oorspronkelijke bewoners van de streek en de centrale rol die de hoofdstad speelt in het land. Het staat ook in het wapen van het Braziliaanse Federaal District. Het witte veld symboliseert vrede en het groene vlak de bossen in het district.

## Voormalige vlaggen

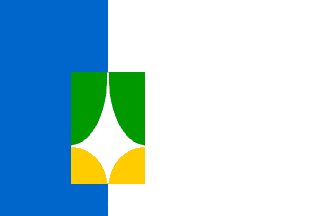
Vlag voor 1969.
Vlag van de gouverneur van het Federaal District.